# Поворот гвинта
| Автор           | Генрі Джеймс          |
| Країна          | Об'єднане Королівство |
| Мова оригіналу  | Англійська            |
| Жанр            | повість               |
| Видавець        | Macmillan Publishers  |
| Дата публікації | Жовтень 1898 року     |

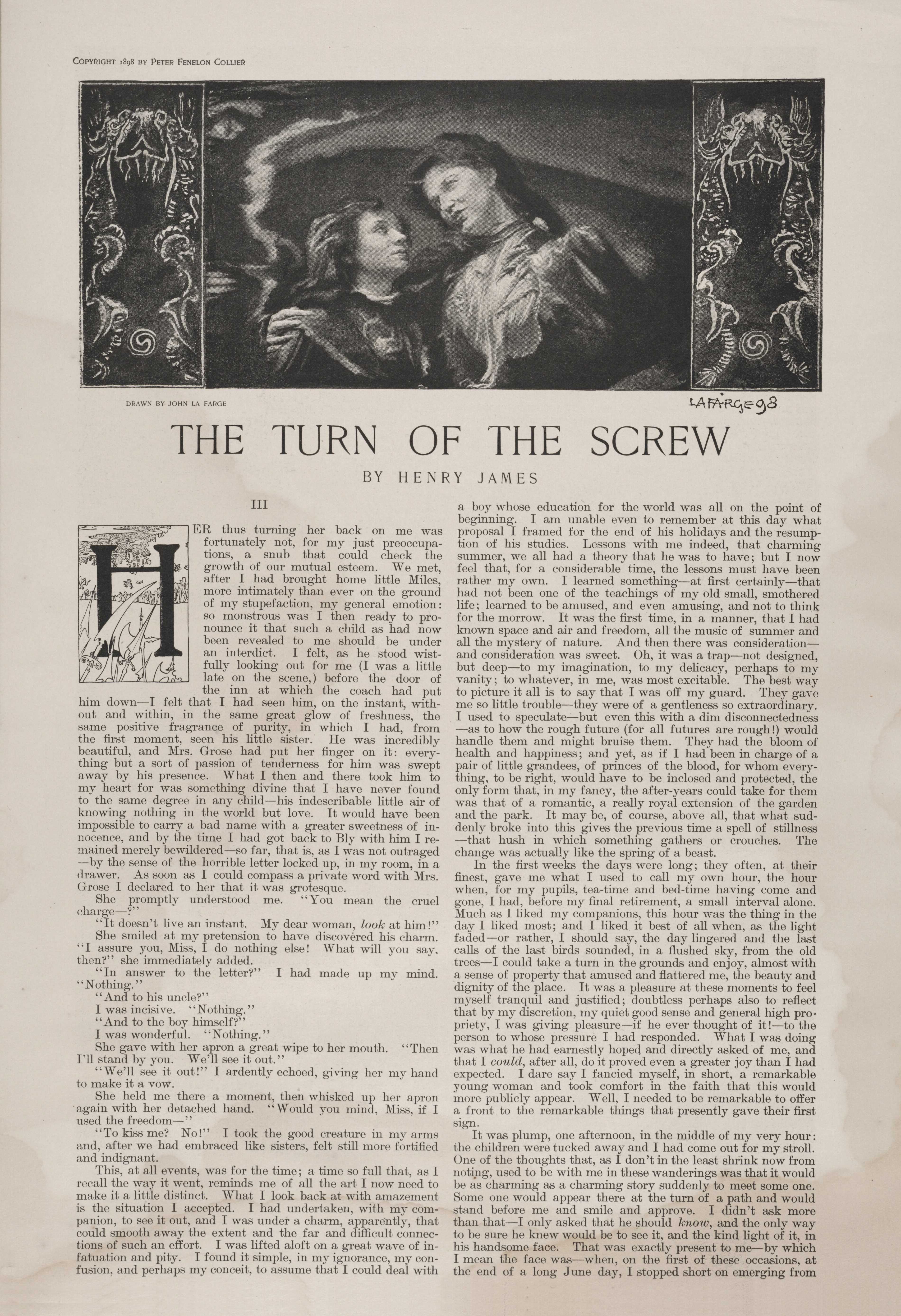
Перша сторінка 12-серійної серіалізації «Повороту гвинта» в Collier's Weekly (27 січня — 16 квітня 1898 р.)

«Поворот гвинта» (англ. The Turn of the Screw) — це  містико-психологічна повість 1898 року Генрі Джеймса, яка вперше з'явилася в серійному форматі в журналі Collier's Weekly (27 січня — 16 квітня 1898 р.). У жовтні 1898 року вона з'явилася у книзі «Дві магії», виданій Макміланом у Нью-Йорку та Хайнманом у Лондоні. Класифікована як готична вигадка й історія про привидів, повість зосереджується на гувернантці, яка, доглядаючи за двома дітьми у віддаленому маєтку, переконується, що дітлахів переслідують духи.
Через століття після публікації «Поворот гвинта», повість стала наріжним каменем для вчених, які взялися за нову критику. Вона мала різні інтерпретації, часто взаємовиключні. Багато критиків намагалися визначити точну природу зла, на яке натякає історія. Однак інші стверджують, що яскравість новели є наслідком її здатності створювати інтимне відчуття розгубленості та напруженості у читача.
Повість неодноразово адаптувалася в радіо-драмах, кіно, сцені та телебаченні, включаючи п'єсу 1950 р. на Бродвеї та фільм «Невинності» 1961 року.

## Сюжет
Повість починається з того, що кілька людей збираються біля каміну. Один з них, Дуглас, пропонує прочитати рукопис, в якому, за його словами, описуються страшні й містичні речі. Цей рукопис йому надіслала жінка, котра померла двадцять років тому. Вона стверджувала, що там описуються реальні події, що відбулися з нею.
Після смерті свого молодшого брата й його дружини, якийсь заможний лондонський денді стає опікуном малолітніх племінників — Майлса та Флори. Він поселяє їх у своїй заміській садибі, туди ж відправляє цілий штат слуг на чолі з економкою місіс Гроуз. У дітей раніше була гувернантка, але вона передчасно померла. Опікун почав пошуки нової та зупинився на кандидатурі дочки бідного сільського пастора, дівчині двадцяти років (як з'ясовується, саме вона прислала Дугласу рукопис, в якому описувала події, що відбулися з нею). Їй була обіцяна пристойна платня й всі блага проживання в аристократичній садибі. Але чоловік поставив умову: в жодному разі вона не повинна його турбувати, просити про що-небудь, скаржитися та писати листи. Всі питання дівчина повинна буде вирішувати самостійно або з місіс Гроуз. Погодившись на всі умови, вона приступає до роботи.
Майже відразу ж у садибу приходить лист зі школи, де вчиться Майлс. У ньому сказано, що хлопчика відрахували за такі неприємні речі, що дирекція школи навіть відмовляється говорити про них. Крім цього дівчині починають ввижатися незнайомі їй чоловік і жінка. Від місіс Гроуз вона дізнається, що в садибі померла не тільки колишня гувернантка, міс Джессел, а й слуга Пітер Квінт. За словами Гроуз, Джессел і Квінт були коханцями. Також економка двозначно натякає, що Квінт «дуже вже сваволив з хлопчиком», і що про його «зіпсованість» знали всі, включаючи й її, але в той же час всі його боялися.
Дівчина починає підозрювати, що ті фігури, які вона бачила, то примари міс Джессел і Пітера Квінта, які переслідують дітей. Вона переконана, що і Флора, і Майлс бачать їх, але бояться про це розповісти. Через деякий час Флора втікає з дому. Її знаходять, і місіс Гроуз приймає рішення відвезти дівчинку в Лондон. Після їх від'їзду оповідачка вирішує поговорити з Майлсом на тему своїх здогадок. Спочатку вона заводить розмову про те, чому його вигнали зі школи. Майлс каже, що розповідав своїм друзям речі, які не повинен був розповідати. Він не встигає закінчити, тому що в вікні з'являється привид Пітера Квінта. Дівчина кричить примарі, що хлопчик більше не знаходиться під його владою та стискає Майлса в обіймах, як би показуючи, що не віддасть його, після чого привид Квінта зникає. Але коли дівчина заспокоюється, вона розуміє, що серце хлопчика більше не б'ється.

## Основні теми
Протягом усієї своєї кар'єри Джеймса приваблювали історії про привидів. Однак він не захоплювався стереотипними привидами літератури. Він вважав за краще створювати привидів, які були страшним розширенням повсякденної реальності, «дивні і зловісні, вишиті на нормальному та легкому», так він зазначив в передмові New York Edition до своєї остаточної історії про привидів «The Jolly Corner».
З «Поворотом гвинта» багато критиків замислювалися про те, що ці «дивні та зловісні фігури» лише у свідомості гувернантки, а не частина реальності. Результатом цього стала давня критична суперечка щодо реальності привидів та здоров'я гувернантки. Поза суперечкою, критики уважно вивчили техніку розповіді Джеймса в цій історії. Введення в обрамлення та подальшу першокласну розповідь гувернантки вивчали теоретики художньої літератури, зацікавлені у силі вигаданих наративів, щоб можуть переконати чи навіть маніпулювати читачами.
Образи «Повороту гвинта» нагадують готичну вигадку. Наголос на старих та загадкових будівлях у всій повісті підкріплює цей мотив. Джеймс також пов'язує кількість світла, присутнього в різних сценах, з силою надприродних чи примарних сил.

## Екранізації
Новела «Поворот гвинта» не раз екранізувалася. Деякі адаптації практично повністю повторюють оригінальний сюжет, а деякі значно відходять від нього.
- «Поворот гвинта» (фільм, 1959).
- «Безневинні» (1961) — широко визнаний кращою екранізацією не тільки цієї повісті, а й взагалі творів Джеймса.
- «Нічні прибульці» — британський фільм 1971 року народження, з Марлоном Брандо в ролі Пітера Квінта. Є передісторією подій, що відбуваються в повісті Джеймса.
- «Поворот гвинта (фільм, 1974)» / Le tour d'écrou — французький фільм 1974 року, режисер Раймон Руло.
- «Поворот гвинта» / Otra vuelta de tuerca, 1985 — іспанський фільм Елоя де ла Іглесіа.
- «Поворот гвинта» — фільм, що вийшов на екрани в 1992 році.
- «Присутність духу» — фільм спільного виробництва США та Іспанії, що вийшов в 1999 році.
- «Поворот гвинта» — телевізійний фільм спільного виробництва Великої Британії та США, що вийшов в 1999 році, режисер Бен Болт.
- «Прокляте місце» — фільм спільного виробництва Великої Британії та Люксембурга, який вийшов на екрани в 2006 році.
- «Поворот гвинта» — телевізійний фільм 2009 режисера Тіма Файвелл.
- «Вихователь» — фільм 2017 року, режисер Іван Ноель.
- «Поворот гвинта» — новозеландський фільм 2019 року, режисер Алекс Галвин.
- «Поворот» — фільм 2020 року, режисер Флорія Сігізмонді.
- «Привиди маєтку Блай» — серіал Netflix 2020 року.

Крім даних екранізацій, в 1954 році британським композитором, диригентом і піаністом Бенджаміном Бріттеном була створена опера «Поворот гвинта», заснована на однойменній повісті.

## Літературне значення та критика
Повість є хрестоматійним для англомовної літератури прикладом використання техніки ненадійного оповідача. У повоєнний час з подачі Едмунда Вілсона не вщухають суперечки літературознавців про те, наскільки реальними є описані в ній події. Сам Вілсон вважав, що всі привиди — плід хворої уяви або психіки оповідачки.
Олівер Елтон у 1907 р. написав, що «є… сумніви, підняті та ті, що висять, чи все-таки два привиди, які можуть вибирати до яких осіб вони з'являться, справжні чи є лише мареннями молодої гувернантки, яка розповідає історію».
Вільям Відер бачить, що можлива смерть Майлса спричинена гувернанткою. У складному психоаналітичному читанні Відер приходить до висновку, що гувернантка висловила пригнічену лють до свого батька та до господаря Блая на Майлсі.
Однак інші критики рішуче захищали гувернантку. Вони зазначають, що листи Джеймса, його передмова у нью-йоркському виданні та його зошити не містять певних доказів того, що «Поворот гвинта» не був відвертою історією про привидів, і Джеймс, безумовно, писав історії про привидів, які не залежали від уяви оповідача.

У коментарі 2012 року в «The New Yorker» Бред Лейтхаузер дав власну точку зору на різні інтерпретації новели Джеймса:
Усі подібні спроби «розв'язати» книгу, як би прихильно не було зроблено, мимоволі працюють над її зменшенням […] Її найглибша насолода полягає в прекрасній метушні, через яку Джеймс відмовляється обрати один з обох боків […] книга стає скромним пам'ятником сміливій гонитві за неоднозначністю.
За словами Лейтхаузера, читач має право вірити як у те, що гувернантка божевільна, так і у те, що привиди дійсно існують та враховувати жахливі наслідки кожного.
Поет і літературознавець Крейг Рейн у своєму нарисі «Секс у літературі XIX століття» доволі категорично висловлює своє переконання, що читачі вікторіанської епохи ідентифікували б цих привидів як дитячих насильників.